# Estação Quilín
A Estação Quilín é uma das estações do Metrô de Santiago, situada em Santiago, entre a Estação Los Presidentes e a Estação Las Torres. Faz parte da Linha 4.
Foi inaugurada em 02 de março de 2006. Localiza-se no cruzamento da Rodovia Vespucio Sur com a Avenida Quilín. Atende as comunas de Macul e Peñalolén.